# 凱文·愛德華·費利克斯
凱文·愛德華·費利克斯（英語：Kelvin Edward Felix；1933年2月15日—2024年5月30日），是天主教聖盧西亞籍司鐸級樞機及卡斯特里總教區榮休總主教。

## 生平
費利克斯於1933年2月15日在多米尼克首都羅索出生。他於1956年4月8日晉鐸。他於1963年在聖方濟各澤維爾大學獲得了成人教育文憑，並在1967年於聖母大學社會學與人類學碩士。1970年，在英國布拉德福德大学完成研究社會學。從1972年至1975年，他任多米尼克天主教高中的校長。
他於1981年10月5日晉牧，並獲教宗若望保祿二世任命為卡斯特里總教區總主教。從1991年至1997年，擔任安的列斯主教團主席及1981年至1986年加勒比主教團主席。2006年4月12日，他在聖盧西亞聖母無原罪主教座堂完成晚上講道時，被人用刀子攻擊。
直到2007年10月14日榮休，及由羅伯特·里瓦斯接替成為卡斯特里總教區正權總主教。2014年2月22日，被時任教宗方濟各任為司鐸級樞機。
2024年5月30日於卡斯特里逝世，享耆壽91歲。